# Рјечица Доња
Рјечица Доња је насељено мјесто у граду Добој, Република Српска, БиХ. Према попису становништва из 2013. године, у насељу је живјело 219 становника.

## Становништво
| Демографија | Демографија | Демографија |
| Година      | Становника  | Становника  |
| ----------- | ----------- | ----------- |
| 1961.       | 205         |             |
| 1971.       | 256         |             |
| 1981.       | 292         |             |
| 1991.       | 302         |             |
| 2013.       | 219         |             |